# Boboševo
Boboševo (bulharsky Бобошево) je město ležící v západním Bulharsku, v údolí řeky Struma. Je správním střediskem stejnojmenné obštiny a má přes tisíc obyvatel.

## Historie
Oblast byla prokazatelně osídlena Thráky a na katastru města je vykopávkami doloženo římské sídliště datované od 2. do 5. století, které těžilo z blízkosti obchodní cesty spojující města Skaptopara a Pautalia. Z byzantského období, ani z první Bulharské říše se o místě nedochovaly žádné zmínky. Ty lze nalézt až v písemnostech cara Ivana Alexandra, z nichž je patrné, že Boboševo bylo součástí druhé Bulharské říše. V roce 1382 se celý dupnický kraj a s ním nejspíše i Boboševo staly součástí Velbuždského despotátu a po smrti jeho vládce Konstantina Dragaše v roce 1395 spadly pod vládu Osmanské říše.
Poprvé je ves zmiňována pod svým dnešním jménem v roce 1526 v souvislosti s panstvím Rilského kláštera, k němuž v Boboševu patřila jedna vinice. V osmanském berním soupisu z roku 1573 je ves uvedena jako soukromý majetek princezny Ismihan, dcery sultána Selima II. (1566 – 74) a manželky velkého vezíra Mehmeda Paši. Ve skutečnosti jde o opis soupisu majetku v Kjustendilském sandžaku z roku 1570. V něm se uvádí, že obce Boboševo a Ilkovci jsou dány v majetek „jejího veličenstva Ismihan Sultán”, obyvatelé osvobozeni od placení některých daní a povinností, a také od daně krve. Do těchto osad je také zakázán přístup státním úředníkům. V Boboševu bylo takto evidáno 330 domácností a také poplatek z konání trhu. Tato významná privilegia umožnila obyvatelstvu žít nadále a rozvíjet se relativně svobodně. V polovině 17. století zde cestovatel Evlija Čelebi zaznamenal 500 domů s pevnou krytinou a asi 50 obchodů; týdenní trh v neděli, na němž se schází několik tisíc lidí. Díky příznivým okolnostem bylo mezi 15. a 17. stoletím v Boboševu vícero kostelů, z nichž se ve městě dochovaly kostely sv. Eliáše, sv. Dmitrije a sv. Atanáše a další v blízkém okolí. Tak si Boboševo zachovalo během osmanské nadvlády svůj význam jako duchovní a kulturní centrum. Církevní škola zde fungovala od druhé poloviny osmnáctého století při klášteře sv. Dmitrije a později při kostele sv. Atanáše. Po roce 1839 byla všechna privilegia křesťanských sídel zrušena a od 25. srpna 1861 byli místní obyvatelé podrobeni standardnímu zdanění. Během osmanské nadvlády bylo hlavním zdrojem živobytí zemědělství a také chov dobytka. Později se začala rozvíjet řemesla jako soukenictví, krejčovství, kožešnictví, obuvnictví, tesařství, kovářství, kolařství a další. V roce 1861 si kožešníci založili vlastní cech, přičemž soukeníci a tesaři ho už měli. Rostoucí blahobyt obyvatelstva se odrazil ve výstavbě nového pravoslavného chrámu Panny Marie, jednoho nejpůsobivějších chrámů postavených během bulharského obrození, která začala v roce 1851 a skončila v roce 1862. Na jeho nádvoří byla v roce 1870 postavena dvoupatrová škola. V letech 1870 – 71 byla postavena místní knihovna.
Boboševo bylo osvobozeno koncem ledna 1878 ruskou kavalérií z jednotky generála Gurka a následně se stalo součástí Bulharského knížectví. Záhy zde vznikly poštovní a telegrafní stanice (1878), spořitebna a pojišťovna (1878), policejní stanice, smírčí soud (1879), zdravotní služba (1889), sklad léků (1904), meteorologická stanice (1910), veterinární služba (1912), telefonní služba (1916). V roce 1883 byla postavena dvoupodlažní škola s 9 třídami, učitelskou místností a kanceláří. Před první světovou válkou zde byly zaznamenány dva parní mlýny, továrna na sodu a limonády, dvě přádelny, pobočka Bulharské zemědělské banky, cihelna, dvě cukrárny, dvě knihkupectví, sklady mouky a dřeva, manufaktura, obchody s koloniálním zbožím a obilovinami, tři hostince, šestnáct krčem a tři kavárny. Rozvoj po válce pokračoval zřízením pravidelné lékárny (1920) a porodní služby (1922). V roce 1919 místní založili Boboševskou komerční banku, která měla k 1. lednu 1929 22 akcionářů a kapitál 1 milion leva a kromě úvěrových a depozitních operací a obchodů vlastnila cihelnu a sklad řeziva. V roce 1927 vznikla také Boboševská lidová banka, která měla k 1. září 1929 158 členů s kapitálem 193,6 tisíce leva, a v roce 1933 zřídila vinařský družstevní sklep s kapitálem 450 tisíc leva. V roce 1930 byla postavena nová dvoupodlažní školní budova s 15 učebnami, kancelářemi a kabinety. Obec vybudovala v roce 1929 veřejný vodovod a v roce 1934 elektrický rozvod.
Po roce 1944 bylo založeno několik družstev zaměřených na lesní a polní hospodářství, především na pěstování tabáku, ovocnářství a vinařství. Později vznikla s tím oborově spojená továrna na krmné směsi. Byly založeny tělovýchovné a turistické spolky, vybudován sportovní areál s krytou halou, stadionem a internátem pro mladé sportovce. V centru byl postaven kulturní dům. Boboševo bylo povýšeno na město v roce 1981. V důsledku změn po roce 1989 nastal odliv obyvatel, ale počátkem 21. století se výrazně zmírnil. Výhled rozvoje obce souvisí s vinařstvím, ovocnářstvím a rozvojem kulturní a církevní turistiky.

## Obyvatelstvo
Ve městě žije 1 366 obyvatel a je zde trvale hlášeno 1 143 obyvatel. Podle sčítání 1. února 2011 bylo národnostní složení následující:
- Bulhaři: 1 191 (99.3 %)
- Turci: 3 (0.3 %)
- ostatní: 5 (0.4 %)